# Joan Baptista Gori
Joan Baptista Gori (?, ca. 1570- Barcelona, 24 de desembre de 1640) va ser jutge de les Reials Audiències de Catalunya i de Mallorca.
Es desconeix el lloc i la data del seu naixement. En la descripció del seu assassinat, produït a les acaballes de 1640, Miquel Parets assegura que tenia “mes de 70 anys”. El 1595 va casar-se amb Francesca Plana, filla de mercaders, amb la qual no consta que tingués descendència.
Gori comença la carrera judicial vers 1620  com a assessor de la Diputació del General. És revocat com a jutge de la Reial Audiència de Mallorca (1622), només vuit dies després de ser-ne nomenat, com a represàlia a l’oposició del bisbe Sentís com a virrei de Catalunya. Manel Güell afirma que acabaria aconseguint aquesta plaça pels seus serveis a la Corona “enfrontant-se a la Inquisició i a la Cúria Eclesiàstica, capturant malfactors, i contribuint a omplir les arques del fisc amb no menys de 40.000 escuts”.
El 1636 ja es troba ocupant una plaça de magistrat de la Reial Audiència de Catalunya. En el marc de la guerra entre el regne de França i la Corona Hispànica, és un dels magistrats que reconeixen al virrei la facultat de condemnar a mort, sense judici, als desertors. El 1639 és reconegut com a ciutadà honrat de Barcelona.
Arran de l’aixecament camperol del Corpus de Sang (7 de juny de 1640), es veu obligat a amagar-se dels revoltats. El 24 de desembre, explica Parets, van trobar-lo “a la Riera de Sant Joan, devant la claveguera de[l monestir de] Junqueres (...), y malalt en lo llit, lo tiraren per la finestra al carrer”. El seu cos va ser arrossegat, juntament amb els de Lluís Ramon Fita i Rafael Puig, fins a la plaça del Rei. Allà va ser exhibit públicament.